# بيير هوتون
بيير هوتون (بالإنجليزية: Pierre Hutton)‏ هو دبلوماسي أسترالي، ولد في 16 يوليو 1928، وتوفي في 20 يوليو 2014.